# Attitude (raper)
Timothy Clayton (ur. 21 grudnia 1980 w Stanach Zjednoczonych) – amerykański raper, autor tekstów i producent muzyczny, znany lepiej pod pseudonimem Attitude.
Raper spędził ponad rok w więzieniu. Po tym okresie w 1997 wydał album Serious Times. Zaprzyjaźnił się z Bubba Sparxxxem, gdzie udziela się w większości piosenek nagranych na jego drugą płytę Deliverance. Współpracował również z Timbalandem i Nelly Furtado, nagrywając piosenkę Afraid w 2006.

## Dyskografia

### Albumy
1. "Serious Times" (1 lipca 1997)
2. "T.I.M. (Time Is Money)" (2010)

### Mixtape
1. "Magic City Classic Vol. 1" (w/DJ Bobby Black - 2005)
2. "Key 2 Da Streets Vol. 1" (w/DJ Wally Sparks - 2006)
3. "Key 2 Da Streets Vol. 2: My State Of Mind" (w/DJ Smallz - 2007)
4. "King Of The Hill" (w/DJ Stikuhbush & The Empire - 2009)
5. "Key 2 Da Streets Vol. 3: Purgatory" (w/DJ Don Cannon - 2010)